# David Hemblen
David Hemblen (* 16. September 1941 in London, England; † 16. November 2020 in Toronto) war ein britisch-kanadischer Schauspieler.

## Leben
David Hemblen wurde in London geboren, wuchs aber in der kanadischen Stadt Toronto auf. Dort besuchte er Mitte der 1960er Jahre die University of Toronto und wurde zum Master of Arts (M.A.) in Anglistik ausgebildet. Er war dort auch als Lecturer tätig. Während er das Mittelalter studierte, um den Titel eines Ph. D. zu erwerben, entdeckte ihn Regisseur Clifford Williams von der Royal Shakespeare Company bei einer Theaterprobe an der Universität und engagierte  ihn prompt an das Royal Alexandra Theatre in Toronto. Nach zwei Jahren, in denen Hemblen studierte und schauspielerte, brach er 1968 das Studium ab und widmete sich nur mehr der Schauspielkunst. Er besuchte nie eine Schauspielschule, unterrichtete aber später selber dort. 
In den ersten zwei Jahrzehnten seiner Berufslaufbahn widmete sich Hemblen hauptsächlich dem Theater und trat unter anderem beim Stratford Festival und beim Shaw Festival in Niagara-on-the-Lake auf. Er wirkte in über siebzig kanadischen Theaterproduktionen als Schauspieler bzw. Theaterregisseur mit. Ab 1986 wandte er sich überwiegend der Filmkamera zu und synchronisierte auch. Im Laufe seiner etwa vierzigjährigen Karriere sah man ihn unter anderem in den Filmen Basements (1987) von Robert Altman, M. Butterfly (1993) von David Cronenberg, Mesmer (1994) von Roger Spottiswoode und Salem Witch Trials (2002) von Joseph Sargent. Acht Filme drehte Hemblen mit dem kanadischen Regisseur Atom Egoyan, z. B. das zweifach Oscar-nominierte Filmdrama Das süße Jenseits (1997). Hemblen verkörpert oft Autoritätsfiguren und Charakterrollen. Seine international bekannteste Rolle ist wohl Jonathan Doors in achtzehn Folgen der Science-Fiction-Fernsehserie Mission Erde. In sechs Folgen der dramatischen Agentenserie Nikita lieferte er sich als mächtiger George einen Machtkampf mit Operations, dargestellt von Eugene Robert Glazer. 
Hemblen wurde 1988 als Bester Hauptdarsteller für das Filmdrama Familienbilder (Family Viewing) für den Genie Award nominiert. Für seine Rolle im Theaterstück Onkel Vanja von Anton Pawlowitsch Tschechow wurde er als Bester Hauptdarsteller für den Dora Mavor Moore Award nominiert. 
Er lebte in Toronto und Südfrankreich. Seine Tochter Kate ist ebenfalls Schauspielerin.

## Filmografie (Auswahl)
- 1974: Adventures of Timothy Pilgrim
- 1986: Nachtstreife (Fernsehserie, eine Folge)
- 1987: Familienbilder (Family Viewing)
- 1987: Basements
- 1988: Nummer 5 gibt nicht auf (Short Circuit 2)
- 1988: Unbekannte Dimensionen (The Twilight Zone, Fernsehserie, eine Folge)
- 1989: Traumrollen (Speaking Parts)
- 1991: Der Schätzer (The Adjuster)
- 1993: M. Butterfly
- 1993: Harter Mann in Uniform (I Love a Man in Uniform)
- 1994: Brainscan
- 1994: Mesmer
- 1994: TekWar: Die Fürsten des Todes (TekWar: TekLords)
- 1994: TekWar: Kampf um die verlorene Vergangenheit (TekWar)
- 1994: Exotica
- 1995: Tommy Boy – Durch dick und dünn (Tommy Boy)
- 1996: Das Mädchen aus der Stadt (Road to Avonlea, Fernsehserie, eine Folge)
- 1996: Lethal Point – Zwei gnadenlose Profis (Hollow Point)
- 1996: Maximum Risk
- 1997: Outer Limits – Die unbekannte Dimension (The Outer Limits, Fernsehserie, eine Folge)
- 1997: Das süße Jenseits (The Sweet Hereafter)
- 1997–2000: Mission Erde (Earth: Final Conflict, Fernsehserie, 68 Folgen)
- 1999–2000: Nikita (La Femme Nikita, Fernsehserie, 9 Folgen)
- 2001: Witchblade (Fernsehserie, eine Folge)
- 2001: Runaway Jane – Allein gegen alle (Jane Doe)
- 2002: Salem Witch Trials
- 2005: Wahre Lügen (Where the Truth Lies)